# Pinggau
Pinggau è un comune austriaco di 3 195 abitanti nel distretto di Hartberg-Fürstenfeld, in Stiria; ha lo status di comune mercato (Marktgemeinde).